# Rodrigo León Ramos
Rodrigo León Ramos (Nerva, 5 de noviembre de 1914-Londres, 21 de abril de 1995) fue un político y sindicalista español.

## Biografía
Delineante de profesión, en 1929 comenzó a trabajar para la oficina de topografía de la Rio Tinto Company Limited. Posteriormente realizaría estudios en la Escuela de Minas de Huelva. Afiliado al Sindicato Minero de la UGT, llegaría a ser secretario de la UGT en su sección de Nerva. También llegaría a ejercer como presidente de la agrupación de las Juvetudes Socialistas en Nerva. Llegó a participar en los sucesos revolucionarios de 1934, siendo detenido y encarcelado.
Tras el estallido de la Guerra civil se unió a las fuerzas republicanas, llegando a formar parte de comisario político del Ejército Popular de la República. Durante la contienda ejerció como comisario de la 63.ª Brigada Mixta y de la 68.ª División. Tras el final de la contienda salió de España y marchó al exilio.
Se instaló en el Reino Unido, donde formó parte del PSOE en el exilio. Ejerció como vocal suplente del Comité Director por la 4.ª zona (la correspondiente a la organización del PSOE en Inglaterra-Bélgica-Alemania-Suiza). Fue miembro de la sección del PSOE de Londres, a la que representó en el VIII y el IX Congresos del PSOE en el exilio.